# Mustafa Abdul Džalíl
Mustafa Mohamed Abdul Al Džalíl, (* 1952 Bajdá; arabsky: مصطفى عبد الجليل‎) nejčastěji anglicky Abdul Jalil, nebo také Abdul-Jelil, Abdul-Jalil, Abdel-Jalil, Abdeljalil o Abud Al Jeleil), je libyjský politik a od 5. března 2011 do 8. srpna 2012 předseda přechodné rady v Libyi.
Mustafa Abdul Džalíl získal vzdělání na fakultě Univerzity Libye na Katedře práva šaría, práva v arabském jazyce a islámských studií. Své vzdělání dokončil v roce 1975, a v roce 1978 byl jmenován soudcem. Ačkoliv během své soudcovské kariéry získal pověst soudce který průběžně soudil v nesouladu s práními režimu, stal se v roce 2002 soudcem Odvolacího soudu a dvakrát potvrdil trest smrti pro zadržované bulharské sestry. V roce 2007 pak získal s podporou Sajfa Isláma, který podle BBC chtěl ukázat reformní tvář režimu, funkci ministra spravedlnosti.
Ve funkci ministra spravedlnosti si však již získal přízeň lidskoprávních organizací a západních zemí, jenž oceňovaly jeho reformní snahy, konkrétně pak boj proti svévolnému zatýkání.
Střety s konzervativními představiteli režimu, včetně Muammara Kaddáfího osobně, vyústily v roce 2010 v bezprecedentní projev odporu vůči režimu. V televizním projevu Všeobecnému lidovému kongresu oznámil že hodlá rezignovat na svou funkci, přičemž vyčetl institucím Džamáhíríje zadržování politických vězňů a nedostatečné informovaní rodin o situaci jednotlivých vězňů. Muammar Kaddáfí následně jeho rezignaci odmítl.
V únoru roku 2011 byl vyslán vládou na východ země aby pomohl režimu urovnat povstání, nicméně dle jeho vlastních slov odešel z funkce kvůli nesouhlasu s nepřiměřeným použitím síly proti protestujícím.
Po zformování Dočasné národní přechodové rady se pak stal jejím předsedou, jako takový je i zmíněn v zakládací listině uveřejněné 5. března 2011.